# Viermünden
Viermünden ist ein Stadtteil von Frankenberg (Eder) im nordhessischen Landkreis Waldeck-Frankenberg. Viermünden ist ein staatlich anerkannter Erholungsort.

## Geografische Lage
Der Ort liegt etwa sechs Kilometer nördlich der Kernstadt. Östlich des Ortes verläuft die Bundesstraße 252, daneben fließt die Eder. Durch den Ort verläuft die Bahnstrecke Warburg–Sarnau.

## Geschichte

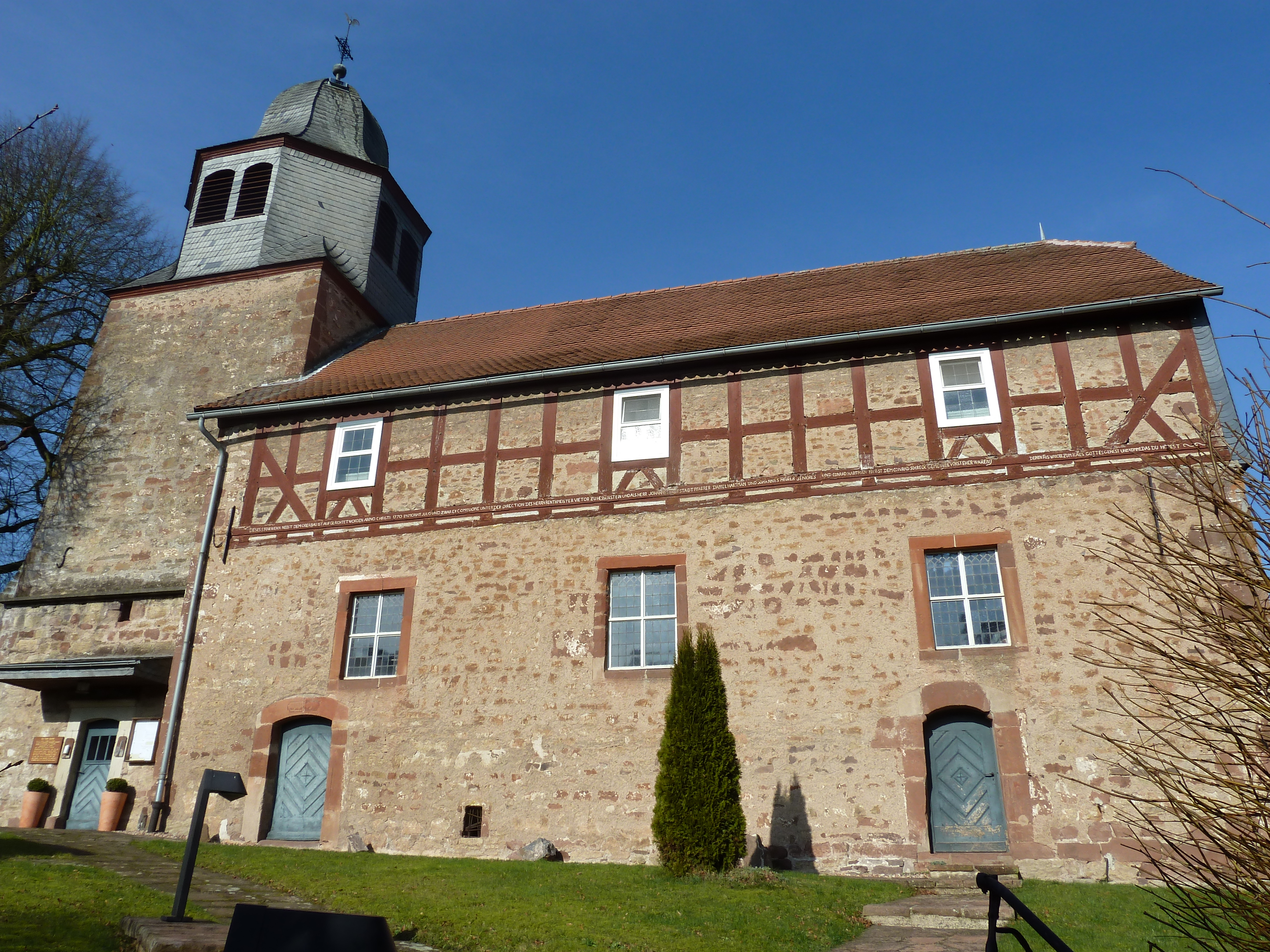
Kirche von Viermünden

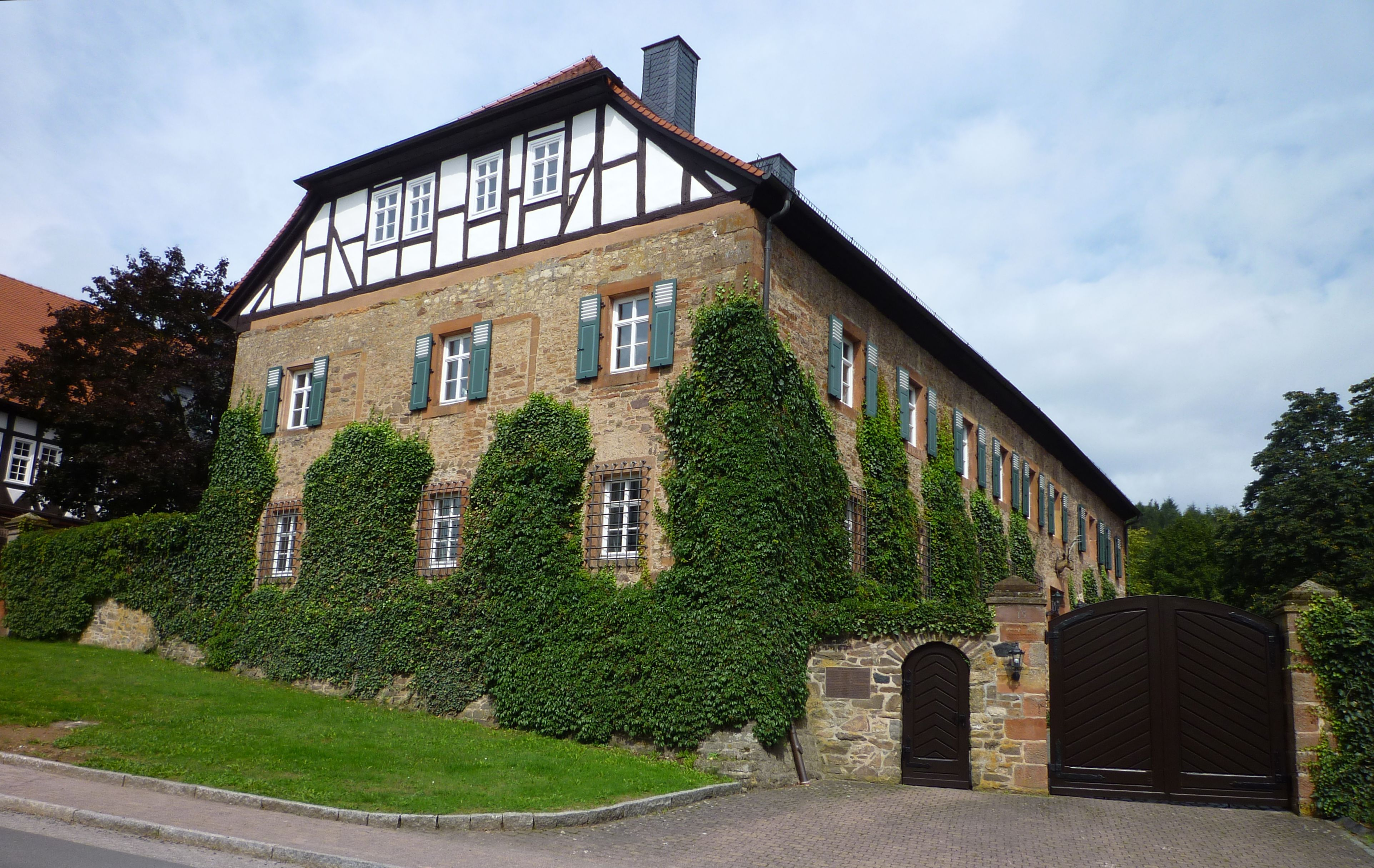
Gutshof Viermünden, erbaut 1633

Die älteste bekannte schriftliche Erwähnung von Viermünden erfolgte im Jahr 850 unter dem Namen Fiormenni in einer Urkunde des Klosters Fulda. Ein gewisser Gozmar, vermutlich ein Vorfahre der Ziegenhainer Grafen, schenkte in diesem Jahr von seinen Besitzungen sieben Dörfer im Hessengau dem Kloster Fulda. Die Urkunde war ausgefertigt in Affoldern, ist aber im Original nicht mehr erhalten. Die in dieser Urkunde erwähnten Dörfer sind Affoldern, Buhlen, Gleichen, Haine, Wollmar, Mehlen, Schreufa (Scroufin) und Viermünden.
Die Petri-Kirche ist eine der ältesten Hallenkirchen in Hessen. Vermutlich entstand der massive Unterbau der Kirche bereits in der Zeit der Frühromanik, d. h. im 9. oder 10. Jahrhundert. Unter der Kirche liegt die Gruft derer von Dersch.
Seit dem Hochmittelalter war Viermünden Zentrum des Gerichts Viermünden, das die Dörfer Viermünden, Oberschreufa (heute Schreufa), Niederschreufa, Orke (heute Oberorke), Butzebach, Albershausen, Treisbach, drei weitere Höfe sowie zwei Wassermühlen (Obere Butzmühle und Untere Butzmühle) an der Nuhne umfasste. Das Gericht Viermünden gelangte von den Vögten von Keseberg in den Besitz derer von Hohenfels. Diese verkauften eine Hälfte des Gerichts 1341 an das Adelsgeschlecht derer von Viermund, das bereits seit langer Zeit erheblichen allodialen Besitz in Viermünden hatte und sich nach Viermünden benannte. Diese Hälfte des Gerichts Viermünden war damals ein nassauisches Lehen. Die andere Hälfte des Gerichts Viermünden wurde als landgräflich-hessisches Lehen von den von Hohenfels 1487 an Heinz von Dersch verkauft, der daraufhin seinen Wohnsitz von Battenberg nach Viermünden verlegte und 1496 auch die verbliebenen Besitzungen derer von Hohenfels in Viermünden erwarb. 1524 löste Philipp von Viermund, Herr von Nordenbeck und Bladenhorst, den zu seinem Allodialbesitz gehörenden 1369 an Dietrich Nymmes verpfändeten und danach an die von Dalwigk zu Lichtenfels gekommenen Teil der Güter Ermelsberg und Breidenhain ein. Sein Sohn Hermann baute den 1372 im Sternerkrieg wüst gefallenen Hof Ermelsberg wieder auf, bewohnte ihn und nannte ihn Hermannsberg. Um die Besitzrechte in und um Viermünden entwickelte sich eine Rivalität zwischen den Adelsfamilien Viermund und Dersch, die 1564 in der Ermordung von Johann von Viermund, Gutsherr des Hermannsbergs, durch Johann von Dersch († 1590) gipfelte. Nachdem 1624 die Nachkommenlinie Philipps von Viermund erloschen war, versuchten die Nachkommen seines Bruders Ambrosius von Viermund, die Linie Viermund zu Neersen bis zu ihrem Aussterben 1744 vielfach, aber letztlich erlolglos, die Besitzungen in Viermünden zurückzuerlangen. Die Linie derer von Dersch erlosch 1717, woraufhin deren Hälfte des Gerichts Viermünden an den Landgrafen Karl von Hessen-Kassel zurückfiel, der schließlich seine französische Mätresse, die Gattin des Philippe de Gentil, Marquis de Langallerie, damit belehnte.
Am 7. Oktober 1944 warfen englische Jagdbomber bei den Bahngleisen und angrenzenden Wiesen Bomben ab. Danach schossen sie mit Leuchtspur-Munition auf die Gebäude des Dorfes, wobei Gebäude in Brand gerieten. Sieben Wohnhäuser und etwa doppelt so viele Scheunen und Ställe brannten in Viermünden ab.

### Hessische Gebietsreform
Am 31. Dezember 1970 wurde die bis dahin selbständige Gemeinde Viermünden im Zuge der Gebietsreform in Hessen auf freiwilliger Basis in die Stadt Frankenberg (Eder) (damalige Schreibweise Frankenberg-Eder) eingegliedert. Für Viermünden wurde, wie für die übrigen Stadtteile, ein Ortsbezirk mit Ortsbeirat und Ortsvorsteher nach der Hessischen Gemeindeordnung eingerichtet.

### Bevölkerung
Einwohnerentwicklung
 Quelle: Historisches Ortslexikon
- 1577: 67 Hausgesesse
- 1747: 101 Haushaltungen

| Viermünden: Einwohnerzahlen von 1834 bis 2016 | Viermünden: Einwohnerzahlen von 1834 bis 2016 | Viermünden: Einwohnerzahlen von 1834 bis 2016 | Viermünden: Einwohnerzahlen von 1834 bis 2016 | Viermünden: Einwohnerzahlen von 1834 bis 2016 |
| --- | --------------------------------------------- | --------------------------------------------- | --------------------------------------------- | --------------------------------------------- |
| Jahr |                                               |                                               |                                               | Einwohner                                     |
| 1834 | 1834                                          |                                               | 615                                           | 615                                           |
| 1840 | 1840                                          |                                               | 558                                           | 558                                           |
| 1846 | 1846                                          |                                               | 541                                           | 541                                           |
| 1852 | 1852                                          |                                               | 547                                           | 547                                           |
| 1858 | 1858                                          |                                               | 507                                           | 507                                           |
| 1864 | 1864                                          |                                               | 491                                           | 491                                           |
| 1871 | 1871                                          |                                               | 472                                           | 472                                           |
| 1875 | 1875                                          |                                               | 437                                           | 437                                           |
| 1885 | 1885                                          |                                               | 456                                           | 456                                           |
| 1895 | 1895                                          |                                               | 413                                           | 413                                           |
| 1905 | 1905                                          |                                               | 429                                           | 429                                           |
| 1910 | 1910                                          |                                               | 465                                           | 465                                           |
| 1925 | 1925                                          |                                               | 445                                           | 445                                           |
| 1939 | 1939                                          |                                               | 533                                           | 533                                           |
| 1946 | 1946                                          |                                               | 758                                           | 758                                           |
| 1950 | 1950                                          |                                               | 746                                           | 746                                           |
| 1956 | 1956                                          |                                               | 694                                           | 694                                           |
| 1961 | 1961                                          |                                               | 698                                           | 698                                           |
| 1967 | 1967                                          |                                               | 743                                           | 743                                           |
| 1980 | 1980                                          |                                               | ?                                             | ?                                             |
| 1991 | 1991                                          |                                               | 884                                           | 884                                           |
| 2005 | 2005                                          |                                               | 872                                           | 872                                           |
| 2011 | 2011                                          |                                               | 789                                           | 789                                           |
| 2016 | 2016                                          |                                               | 779                                           | 779                                           |
| Datenquelle: Historisches Gemeindeverzeichnis für Hessen: Die Bevölkerung der Gemeinden 1834 bis 1967. Wiesbaden: Hessisches Statistisches Landesamt, 1968. Weitere Quellen: ; Stadt Frankenberg (Eder):; Zensus 2011 |                                               |                                               |                                               |                                               |

Religionszugehörigkeit
 Quelle: Historisches Ortslexikon
| • 1895: | 456 evangelische (= 100 %) Einwohner                                |
| • 1961: | 593 evangelische (= 84,96 %), 100 katholische (= 14,33 %) Einwohner |

## Wappen
Am 9. Oktober 1968 wurde der Gemeinde Viermünden im damaligen Landkreis Frankenberg ein Wappen mit folgender Blasonierung verliehen: In Silber ein schwarz-gold quadrierter Schrägbalken, beseitet von zwei grünen vierblättrigen Kleeblättern.

## Verkehr
Seit 11. September 2015 halten hier wieder Züge der Bahnstrecke Korbach–Frankenberg–Marburg.

## Trivia
Der Volksmund nennt den Ort heute noch "Vermen".

## Persönlichkeiten
- Karl Heldmann (1869–1943), Historiker, Kriegsgegner und Anhänger eines föderalen Neuaufbaus in der Weimarer Republik
- Heinrich Karl Heldmann (1871–1945), Senatspräsident am Oberlandesgericht Frankfurt am Main und Mitglied des Provinziallandtages der Provinz Hessen-Nassau
- Wilhelm Mater (1877–1951), Unternehmer und Abgeordneter des Provinziallandtages der Provinz Hessen-Nassau